# Rafael Hormazábal Díaz
Rafael Hormazábal Díaz (Santiago, 1929. október 13. – 2017. május 21.) chilei nemzetközi labdarúgó-játékvezető.

## Pályafutása

### Nemzeti játékvezetés
A küldési gyakorlat szerint rendszeres partbírói tevékenységet is végzett. Az I. Liga játékvezetőjeként 1979-ben vonult vissza.

### Nemzetközi játékvezetés
A Chilei labdarúgó-szövetség Játékvezető Bizottsága (JB) terjesztette fel nemzetközi játékvezetőnek, a Nemzetközi Labdarúgó-szövetség (FIFA) 1963-tól tartotta nyilván bírói keretében. A FIFA JB központi nyelvei közül a spanyolt, az angolt és a franciát beszéli. Több nemzetek közötti válogatott és klubmérkőzést vezetett, vagy működő társának partbíróként segített. A chilei nemzetközi játékvezetők rangsorában, a világbajnokság sorrendjében többedmagával a 4. helyet foglalja el 1 találkozó szolgálatával. Az aktív nemzetközi játékvezetéstől 1979-ben búcsúzott. Válogatott mérkőzéseinek száma: "A" minősítés: 5, "B" minősítés: 1 (1970).

#### Labdarúgó-világbajnokság
A világbajnoki döntőhöz vezető úton Mexikóba a IX., az 1970-es labdarúgó-világbajnokságra illetve Nyugat-Németországba a X., az 1974-es labdarúgó-világbajnokságra a FIFA JB bíróként alkalmazta. Előselejtezőket a CONMEBOL zónában vezetett. A FIFA JB elvárása szerint, ha nem vezetett, akkor partbíróként tevékenykedett. Egy csoportmérkőzésen 2. számú besorolást kapott, az egyik elődöntőben egyes számú besorolással játékvezetői sérülés esetén továbbvezethette volna a találkozót. Világbajnokságokon vezetett mérkőzéseinek száma: 1 + 2 (partbíró).

##### 1970-es labdarúgó-világbajnokság

###### Selejtező mérkőzés
| Időpont             | Helyszín                            | Mérkőzés típusa           | Mérkőzés       | Eredmény | Nézők száma |
| ------------------- | ----------------------------------- | ------------------------- | -------------- | -------- | ----------- |
| 1969. augusztus 31. | El Monumental Stadion, Buenos Aires | előselejtező (1. csoport) | Argentína–Peru | 2 : 2    |             |

###### Világbajnoki mérkőzés
| Időpont          | Helyszín                    | Mérkőzés típusa              | Mérkőzés             | Eredmény | Nézők száma |
| ---------------- | --------------------------- | ---------------------------- | -------------------- | -------- | ----------- |
| 1970. június 10. | Azteca Stadion, Mexikóváros | csoportmérkőzés (1. csoport) | Szovjetunió–Salvador | 2 : 0    | 89 000      |

##### 1974-es labdarúgó-világbajnokság
A Chile–Szovjetunió rájátszás 2. mérkőzését nem játszották le, mert a szovjet válogatott a chilei katonai hatalomátvétel miatt nem állt ki. A stadionba gyűjtöttek össze több ezer politikai ellenfelet, jellemző volt a kínzás, a megsemmisítés. A FIFA JB a szovjet csapat javára 0:3 mérkőzés eredménnyel írta jóvá a találkozót.

###### Selejtező mérkőzés
| Időpont            | Helyszín                            | Mérkőzés típusa           | Mérkőzés           | Eredmény |
| ------------------ | ----------------------------------- | ------------------------- | ------------------ | -------- |
| 1973. október 7.   | El Monumental Stadion, Buenos Aires | előselejtező (2. csoport) | Argentína–Paraguay | 3 : 1    |
| 1973. november 21. | Nemzeti Stadion, Santiago           | UEFA-CONMEBOL rájátszás   | Chile–Szovjetunió  |          |

#### Copa América
Uruguay rendezte az 1975-ös Copa América tornát, ahol a CONMEBOL JB bíróként foglalkoztatta.

##### 1975-ös Copa América

###### Copa América mérkőzés
| Időpont            | Helyszín                                             | Mérkőzés típusa              | Mérkőzés            | Eredmény | Nézők száma |
| ------------------ | ---------------------------------------------------- | ---------------------------- | ------------------- | -------- | ----------- |
| 1975. augusztus 3. | Olímpico de la Ciudad Universitaria Stadion, Caracas | csoportmérkőzés (A. csoport) | Venezuela–Argentína | 1 : 5    | 15 000      |
| 1975. október 1.   | Centenario Stadion, Montevideo                       | csoportmérkőzés (4. csoport) | Uruguay–Kolumbia    | 1 : 0    | 70 000      |

#### Nemzetközi kupamérkőzések
Vezetett kupadöntők száma: 1.

##### Copa Libertadores
| Időpont         | Helyszín                  | Mérkőzés típusa          | Mérkőzés                                               | Eredmény | Nézők száma |
| --------------- | ------------------------- | ------------------------ | ------------------------------------------------------ | -------- | ----------- |
| 1971. június 9. | Nemzeti Stadion, Santiago | harmadik döntő találkozó | Nacional Montevideo (uruguayi)–Estudiantes de La Plata | 2 : 0    | 41 000      |

##### Felkészülési
1967-ben a Vasas SC Dél-amerikai túráján Chilében vezetett mérkőzést.
| Időpont          | Helyszín                                    | Mérkőzés típusa    | Mérkőzés           | Eredmény | Nézők száma |
| ---------------- | ------------------------------------------- | ------------------ | ------------------ | -------- | ----------- |
| 1967. február 3. | Monumental David Arellano Stadion, Santiago | négycsapatos torna | Colo-Colo–Vasas SC | 3 : 9    | 35 000      |